# Назаров, Юрий Владимирович
Ю́рий Влади́мирович Наза́ров (род. 5 мая 1937, Новосибирск, РСФСР, СССР) — советский и российский актёр театра и кино. Народный артист Российской Федерации (2005).

## Биография
Родился 5 мая 1937 года в Новосибирске. После окончания учёбы отца в Томском индустриальном институте, в 1938 году, семья окончательно переехала в Новосибирск. Сначала жили в коммунальной квартире, в доме по улице Колыванской, 3. Потом семья переехала в Кировский район. Учился в школе № 73 Ленинского района. Актёр вспоминал, что поскольку обучение в школах было раздельным, дружить мальчики ходили к девчонкам из соседней женской школы № 70.
Поступил в Театральное училище имени Б. Щукина, но не окончив первый курс, бросил учёбу и вернулся в Новосибирск. Затем работал в Казахской ССР стропальщиком, проходчиком, бетонщиком, разнорабочим на строительстве железнодорожных мостов, в стройколонне в Новосибирске, в сибирском колхозе, молотобойцем в кузне в одной из станиц на Дону. Пытался поступать в сельскохозяйственный институт и Одесское мореходное училище, но провалил экзамены. Через два года опять поступил в Театральное училище имени Б. Щукина и окончил его в 1960 году.
В 1960 году стал актёром театра имени Ленинского комсомола в Москве. С 1963 года — актёр Театра-студии киноактёра.
Снялся более чем в 300 фильмах и сериалах, значительная часть из которых приходится на роли второго плана, но с ярко выраженным характером. Дебют Назарова в кино состоялся в 1954 году. Третьим фильмом стало участие в картине «Последние залпы». Про одну из своих самых знаменитых ролей — сержанта Уханова в «Горячем снеге» по Бондареву — Назаров говорит, что вряд ли кого-то этой ролью осчастливил. Такие солдаты — в каждой семье.
Своим самым этапным фильмом актёр считает участие в картине (в двух ролях) «Андрей Рублёв».

### Личная жизнь
Жена Татьяна Ивановна Кудрявцева. Работала в «Ленкоме» концертмейстером. Умерла в январе 2025 года, в браке прожили более 60 лет. В браке трое детей — сын Владимир и дочери Татьяна и Василиса.
Всего у Назарова пятеро детей, в том числе две внебрачные дочери. Дочь Юрия Назарова — Марфа, — театральная актриса и режиссёр. Другая дочь — Татьяна, снималась с отцом в фильме «Вход в лабиринт».
Играет на гитаре, поёт, репертуар: народные песни (русские, украинские), песни военных лет.
Живёт в Москве.

## Общественная позиция
В своей книге «Только не о кино» Назаров утверждает, что он коммунист.
В 1995 году выдвигался в Государственную Думу от КПРФ.
В марте 2014 года Назаров поддержал аннексию Крыма Россией, подписал письмо президенту России Владимиру Путину в поддержку аннексии.
Поддержал военное вторжение России на Украину, назвав российское нападение самозащитой.
В 2023 году вместе с Марией Шукшиной участвовал в открытии первого в современной России памятника Сталину в Великих Луках.

## Работы

### Фильмография
Всего за карьеру Юрий Назаров сыграл более чем в 260 фильмах и сериалах. По состоянию на ноябрь 2020 года на его счету 311 ролей.
- 1957 — Рассказы о Ленине — рабочий
- 1958 — Ветер — делегат
- 1958 — Поэма о море — строитель
- 1960 — Последние залпы — Дмитрий Новиков
- 1961 — В трудный час — Пётр Котельников
- 1962 — Третий тайм — Миша Скачко
- 1964 — Где ты теперь, Максим? — Николай Бутафоров
- 1964 — Негасимое пламя — строитель
- 1964 — Непрошеная любовь — комиссар Николай-Пётр
- 1964 — Они шли на Восток — эпизод
- 1965 — Да здравствует Республика! — советский офицер
- 1965 — Нет неизвестных солдат — капитан
- 1965 — Ниссо — демобилизованный красноармеец Александр Медведев
- 1965 — Пограничная тишина — военком
- 1966 — Андрей Рублёв — Великий князь, Малый князь
- 1967 — Баллада о комиссаре — комиссар Фадейцев
- 1968 — Белые тучи — сын
- 1968 — Встречи на рассвете — Костя
- 1968 — Освобождение. Фильм второй — «Прорыв» — власовец
- 1968 — Шестое июля — Александрович, заместитель Дзержинского
- 1969 — Адъютант его превосходительства — Емельянов
- 1969 — Красная палатка — лётчик-наблюдатель Анатолий Алексеев
- 1969 — Последние каникулы — Антон
- 1970 — Баллада о Беринге и его друзьях — Алексей Чириков
- 1970 — В лазоревой степи — Михаил Крамсков (в новелле «Коловерть»)
- 1970 — Когда расходится туман — Михаил Худоногов, браконьер
- 1970 — Море в огне — эпизод
- 1970 — Сердце России — рабочий
- 1971 — Антрацит — Николай Миронов
- 1971 — Даурия — Тарас «Сохатый»
- 1971 — Дом в пять стен — Пётр Голубев
- 1971 — Егор Булычов и другие — Яков Лаптев, крестник Булычова
- 1971 — Нам некогда ждать — Садыков
- 1971 — У нас на заводе — милиционер
- 1972 — Бой с тенью — тренер Виктор Петрович Семёнов
- 1972 — Город на Кавказе — муж «симулянтки»
- 1972 — Горячий снег — старший сержант Уханов
- 1972 — Моя жизнь — мельник Степан
- 1972 — Нечаянные радости — Алексей Гришин-Алмазов
- 1972 — Самые красивые корабли — секретарь райкома Быстров
- 1973 — Бесстрашный атаман — Василий Коробов
- 1973 — За облаками — небо — Степан Жерехов
- 1973 — Земля Санникова — Губин
- 1973 — Исполнение желаний — Осипов
- 1973 — Настенька — Перевалов
- 1973 — Открытие (Рукопись академика Юрышева) — белый офицер
- 1973 — Сибирский дед — Тихомиров
- 1974 — Высокое звание. Ради жизни на земле — эпизод
- 1974 — Зеркало — военрук Широков
- 1974 — Ливень — Михеев
- 1974 — Происшествие — лесник Фёдор Иванович
- 1974 — Соколово — лейтенант Филатов
- 1975 — Кавказский пленник — Жилин
- 1975 — Родины солдат — майор
- 1975 — Роса — бригадир
- 1975 — Там, за горизонтом — Степан Жерехов
- 1976 — Голубой портрет — отец Алёши
- 1976 — Кафе «Изотоп» — учёный Угрюмов
- 1976 — Освобождение Праги — майор-танкист
- 1976 — Псевдоним: Лукач — фельдшер
- 1977 — Долг — казак Трифон
- 1977 — Долги наши — Владимир Андреевич
- 1977 — Трактир на Пятницкой — милиционер Иван Шлёнов
- 1978 — Ветер странствий — Мануйло
- 1978 — Кавказская повесть — офицер Хлопов
- 1978 — На новом месте — Баев
- 1978 — Особых примет нет — подпольщик Иван Прохоров
- 1978 — Отец Сергий — мужик на пароме
- 1978 — Поворот — Виктор Королёв
- 1978 — Предварительное расследование — бригадир сплавщиков Иван Гаврилович Чубатов
- 1978 — Сюда не залетали чайки — отец
- 1979 — Антарктическая повесть — лётчик Белов
- 1979 — На таёжных ветрах — парторг Русаков
- 1979 — По данным уголовного розыска… — Кравцов
- 1979 — По следу властелина — Семён
- 1979 — Расколотое небо — красный командир Коняев
- 1979 — С любимыми не расставайтесь — Миронов
- 1980 — Девушка из легенды — Иван Шувалов
- 1980 — Частное лицо — Бобров
- 1980 — Шальная пуля — Разживин
- 1981 — Александр Маленький — старшина Хрищанович
- 1981 — Не ставьте Лешему капканы… — Николай Ильич Заруднев
- 1981 — Ожидаются похолодание и снег
- 1981 — Фронт в тылу врага — капитан Озеров
- 1982 — Давай поженимся — Николай Суворин
- 1982 — Не было печали — Сергей Серебров
- 1982 — Сто первый — капитан Ожогин
- 1983 — Будни прораба Зорина
- 1983 — Ворота в небо — старшина Горобец
- 1983 — Дважды рождённый — майор
- 1983 — Демидовы — Улаф Стренберг
- 1983 — За синими ночами — Лозневой
- 1983 — Клятвенная запись — Андрей
- 1983 — Признать виновным — Матвей Изотович Горяев
- 1984 — Володькина жизнь — Проворов
- 1984 — Двойной обгон — Петрович
- 1984 — Жил-был доктор… — Шишкин
- 1984 — Очень важная персона — Родион Михайлович Шишкин
- 1984 — Первая конная — Зотов
- 1984 — Победа — корреспондент ТАСС Александр Подольцев
- 1984 — Предел возможного — военный
- 1984 — Солнце в кармане — сын старика
- 1984 — Хозяин
- 1984 — Что у Сеньки было — дед Савельев
- 1985 — Внимание! Всем постам… — Сибирцев
- 1985 — Иван Бабушкин — Абросимов, большевик-подпольщик
- 1985 — Координаты смерти — капитан Шухов
- 1985 — Не ходите, девки, замуж — председатель комиссии
- 1985 — Прощание славянки — Градов Александр Николаевич
- 1986 — Бармен из «Золотого якоря» — полковник Кольцов
- 1986 — Голова Горгоны — Баград
- 1986 — Земля моего детства — Пётр
- 1986 — Обида — Алексеев
- 1986 — Первый парень — агроном
- 1986 — Покушение на ГОЭЛРО — Виктор Ларцев
- 1986 — Тройной прыжок «Пантеры» — Александр, военком (роль озвучивал Андрей Толубеев)
- 1987 — В Крыму не всегда лето — Петрович
- 1987 — Возвращение — Сергей Михайлович Сорокин
- 1987 — К расследованию приступить. Клевета — Курышев Пётр Степанович
- 1987 — Клуб женщин — Валерий Петрович
- 1987 — Команда «33» — подполковник Никитин
- 1987 — Спасите наши души — учитель
- 1988 — Маленькая Вера — отец Веры
- 1988 — После войны — мир — участковый Скрыпкин
- 1989 — В городе Сочи тёмные ночи — стекольщик
- 1989 — Вход в лабиринт — Поздняков
- 1989 — Зелёный козы огонь — эпизод
- 1989 — …И вся любовь — тракторист
- 1989 — Криминальный квартет — милиционер
- 1989 — Лошади в океане — Костров
- 1989 — Молодой человек из хорошей семьи — отец
- 1989 — Несрочная весна — Прокофий
- 1990 — Война на западном направлении — Лобачёв
- 1990 — Кошмар в сумасшедшем доме — Горохов Захар Гордеевич
- 1990 — …По прозвищу «Зверь» — капитан Зелинский
- 1990 — Уроки в конце весны — Василёк
- 1991 — Вне
- 1991 — Призрак — Алексей Иванович Попов
- 1991 — Сказка на ночь — полковник милиции
- 1992 — Круг обречённых — Гуртов
- 1992 — Осколок «Челленджера» — Николай
- 1992 — Трава и вода — отец Иванова
- 1992 — Три дня вне закона — Михаил Васильевич Торопов
- 1993 — Кодекс бесчестия — генерал Лавров
- 1993 — Мечты идиота — генерал
- 1994 — Будулай, которого не ждут — подполковник
- 1994 — Скорость падения (США) — отец Христы (в титрах не указан)
- 1995 — Сретенка… Встречи —
- 1997 — На заре туманной молодости
- 1999 — Казачья быль — атаман
- 1999 — На заре туманной юности — Зенаинов
- 1999 — Опять надо жить — попутчик
- 1999 — Простые истины — Василий Петрович
- 1999 — Санта Лючия — директор
- 2000 — Дом для богатых — Владилен Алексеевич Серебряков
- 2000 — Лицо французской национальности — Иваныч
- 2000 — Салон красоты — капитан
- 2001 — 2002 — Воровка — Николай Степанович
- 2001 — Горе-злосчастье
- 2001 — Дракоша и компания — Пал Палыч
- 2001 — На полпути в Париж — Прохор Мурашов
- 2001 — 2003 — На углу у Патриарших-2-3 — Игорь Дмитриевич Скорин
- 2001 — Под Полярной звездой — Николай Иванович Шишов
- 2002 — Главные роли — Коршун
- 2002 — Надежда — дед
- 2002 — Игры в подкидного
- 2002 — 2005 — Кодекс чести — полковник Дьяков
- 2002 — Невозможные зелёные глаза — Иван Николаевич
- 2002 — Черёмушки
- 2003 — Баязет — Хренов
- 2003 — Сыщики — Степаныч, вахтёр
- 2003 — 2004 — Всегда говори «Всегда» — комендант общежития
- 2003 — Колодец — Яков Губин
- 2003 — Полосатое лето — лесник
- 2003 — Прощальное эхо — зав. типографией
- 2003 — Пятый ангел — Василий Глухарёв
- 2003 — Таксист
- 2003 — Тотализатор — вахтёр НИИ
- 2004 — Барабашка — Григорий Потёмкин, бомж
- 2004 — Близнецы — Фрол Иванович, отец Глеба
- 2004 — Москва. Центральный округ-2 — Анатолий Иванович
- 2004 — Богатство — Никифор Сергеевич Жабин
- 2004 — Время жестоких — майор Паршиков
- 2004 — Двое — старик
- 2004 — Лесная царевна — Царь Гурьян
- 2004 — Потерявшие солнце — Алексей Васильевич Бухарин
- 2004 — Против течения — дед Алёны
- 2004 — Странствия и невероятные приключения одной любви — сосед Веры
- 2005 — Здравствуй, Гриша! — Григорий Прохорович Долгов
- 2005 — Внимание, говорит Москва — старый солдат
- 2005 — Две судьбы-2. Голубая кровь — Фомич
- 2005 — Охота на асфальте — отец Мирона
- 2005 — Рысак — наездник Гришин
- 2005 — Сага древних булгар. Лествица Владимира Красное Солнышко — скоморох блаженный
- 2005 — Сатисфакция — денщик Степан
- 2005 — Сыщики районного масштаба — капитан Семён Сахнин
- 2006 — Возвращение блудного папы — отец Светланы
- 2006 — На реке Девице. Чёрный клад
- 2006 — Последняя исповедь — Чижов
- 2007 — Бухта пропавших дайверов — Николай Семёнович
- 2007 — Два цвета страсти — сокамерник Максима
- 2007 — Искушение — военный в автобусе
- 2007 — Медвежья охота — дядя Лёша
- 2007 — Надежда как свидетельство жизни — Антон Кузьмич Рязанцев, дед Нади
- 2007 — Платина — Силантий, старик-раскольник
- 2007 — Поцелуи падших ангелов — Олег Адамович
- 2007 — Последняя репродукция — отец Фёдора Лосева
- 2007 — Юнкера — швейцар Порфирий
- 2008 — Апостол — комиссар НКВД Владимир Семёнович Дёмин
- 2008 — Осенний детектив — Дегало
- 2008 — Позвони в мою дверь — отец Павла
- 2008 — Свой-чужой — Михалыч
- 2009 — Братья Карамазовы — Михаил Макарович
- 2009 — Женщина - зима — Пётр Михайлович
- 2009 — Истинный полдень (Таджикистан) — Кирилл Иванович
- 2009 — Путь домой — дедушка
- 2009 — На ощупь — дед
- 2009 — Террористка Иванова — Иван Иванов, дед Вити
- 2009 — Воробей — Илья Петрович
- 2010 — Егорушка — Андрей Иванович Карасёв
- 2010 — Индус — профессор Иван Петрович Лаптев
- 2010 — 2012 — Инспектор Купер — Илья Денисович, тренер
- 2010 — Старики — вор-рецидивист Иван Балуев
- 2010 — Химик —
- 2011 — Бежать — Василий Никитич
- 2011 — Заложники любви — Сергей Сергеевич
- 2011 — Каждый за себя — Николай Григорьевич Гремин
- 2011 — Крутые берега — Фёдор Ильин
- 2011 — Медовая любовь — Родион Степаныч Кремнёв
- 2011 — Непутёвая невестка — Пётр Завьялов
- 2011 — Отражение — полковник Иван Савельевич
- 2011 — Товарищи полицейские (серия «Лисёнок») — легендарный вор-карманник «Лисёнок» (Борис Кузьмич Привалов)
- 2011 — Тонкая грань — Палыч
- 2011 — 2012 — Кровинушка — Алексей Ильич Поляков
- 2011 — Забуксовал — учитель Николай Степаныч
- 2011 — Записки экспедитора Тайной канцелярии — Яков Петрович
- 2012 — Дорога на остров Пасхи — Васильев
- 2012 — Золотой запас — Бронников Михаил Арсеньевич
- 2012 — Синдром дракона — священник отец Никодим
- 2012 — Снайперы: Любовь под прицелом — Георгий Евгеньевич Денисов (дядя Гоша)
- 2012 — Чрезвычайная ситуация — неуравновешенный пенсионер
- 2013 — Амулет — заправщик
- 2013 — Две зимы и три лета — Калина Дунаев
- 2013 — Жизнь после жизни — Иван Геннадьевич
- 2013 — Косухи — дядя Володя
- 2013 — Мотыльки — Илларион Михайлович
- 2013 — Повороты судьбы — Родион Архипович Соболев
- 2013 — Последний бой — Иван Георгиевич Козлов, ветеран войны
- 2013 — Сталинград — наводчик
- 2013 — Россия, полное затмение — читает «План Даллеса»
- 2013 — Часы идут назад — проводник
- 2014 — Бывших не бывает — Юрий Иванович Кацура
- 2014 — Весной расцветает любовь (телесериал) — Павел Николаевич Фирсов
- 2014 — Зависть
- 2014 — Земский доктор. Любовь вопреки — Григорий Александрович
- 2014 — Мой любимый папа — Сан Саныч
- 2014 — Московская борзая — ветеран
- 2014 — Мы с дедушкой — дедушка Фёдор
- 2014 — Один сундук на двоих — дед Дуни
- 2014 — Сын ворона— Гостомысл
- 2014 — Учитель — учитель
- 2014 — Главный — Василий Вознюк
- 2015 — Единичка — Коля в наши дни
- 2015 — Истребители. Последний бой — дядя Миша, авиамеханик
- 2015 — Любовь
- 2016 — Амун — дед
- 2016 — Екатерина. Взлёт — отец Никодим, настоятель монастыря в Холмогорах
- 2016 — Осенью 41-го — Кузьмич, дед Вани
- 2016 — Проездом — дед
- 2016 — Рядом с нами — ветеран Юрий Владимирович
- 2016 — София — митрополит Макарий
- 2016 — Часы идут назад — проводник
- 2016 — Штрафник —
- 2017 — Возмездие — Фёдор Сергеевич Хромов
- 2017 — Золотце — Макарыч
- 2017 — 2020 — Склифосовский — Илья Кривицкий, отец Геннадия
- 2017 — Чернобыль. Зона отчуждения — Гулбич
- 2018 — Жёлтый глаз тигра — Николай Иванович Сырихин, директор школы, преподаватель немецкого языка
- 2018 — Ищейка 2 — отец Иосиф, священник
- 2018 — Хор — Цветков
- 2019 — Девять жизней — Илья Пантелеевич
- 2019 — Ловушка для королевы — Анатолий Сергеевич Камский, шахматный тренер
- 2019 — Подкидыш — Михалыч, пенсионер
- 2019 — Медный всадник России — Емельян Кайлов, литейщик
- 2019 — Новый год
- 2019 — Душегубы — отец Леонида Ипатьева
- 2019 — Трамвай —
- 2019 — Скорая помощь 2 — Петрович
- 2019—н.в. — Полярный — Степан Ильич
- 2020 — Врeмeннaя связь (короткометражный) — Николай, отец Вадима
- 2020 — 73-й шаг (короткометражный) —
- 2020 — Два силуэта на закате солнца — Иван Николаевич Петров
- 2020 — Мятный пряник — Кочегар
- 2021 — Угрюм-река — Данила Громов, купец, разбойник, отец Петра, дед Прохора
- 2022 — VНУК — дед

### Киножурнал «Ералаш»
- 2007 — Выпуск № 208 (сюжет «С добрым утром!»)[16] — дедушка Вити

### Театр
МХАТ им. М. Горького
- 1995 — «Версия „Англетер“» А. Яковлева — Шура Чернецкий

## Награды
- Медаль «За трудовую доблесть» (12 апреля 1974 года) — за заслуги в развитии советской кинематографии и активное участие в коммунистическом воспитании трудящихся[17].
- Заслуженный артист РСФСР (28 сентября 1984 года).
- Народный артист Российской Федерации (1 августа 2005 года) — за большие заслуги в области искусства[18].
- Почётная грамота Московской городской Думы (21 ноября 2007 года) — за заслуги перед городским сообществом и в связи с 70-летием со дня рождения[19].
- Национальная премия «Имперская культура» имени Эдуарда Володина за 2008 год. В номинации «Драматургия» — за утверждение русского слова на радио и в кино[20].
- Народный артист Республики Южная Осетия.
- Почётная грамота Совета МПА СНГ (27 ноября 2014 года, Межпарламентская ассамблея СНГ) — за активное участие в проведении международного телекинофорума «Вместе», вклад в укрепление дружбы между народами государств — участников Содружества Независимых Государств[21].
- Орден Дружбы народов «Белые журавли России» (2015).
- Орден общественного признания граждан России «Польза честь и слава» (17 декабря 2015 года).
- Орден «За заслуги в культуре и искусстве» (5 сентября 2022 года) — за большой вклад в развитие отечественной культуры и искусства, многолетнюю плодотворную деятельность[22].